# Google Play Music
Google Play Music byla služba pro streamování hudby a podcastů a online hudební skříňka, kterou společnost Google provozovala jako součást své řady služeb Google Play. Služba byla oznámena 10. května 2011, po šestiměsíčním období beta verze pouze pro pozvané byla veřejně spuštěna 16. listopadu 2011 a ukončena v prosinci 2020.
Uživatelé se standardními účty si mohou bezplatně uložit až 50 000 skladeb ze svých osobních knihoven. Placené předplatné služby Google Play Music umožňovalo uživatelům na vyžádání streamovat jakoukoli skladbu z katalogu Google Play Music a z katalogu YouTube Music Premium a z několika území z katalogu YouTube Premium. Uživatelé si také mohli zakoupit další skladby v sekci hudebního obchodu Google Play. Mobilní aplikace Google Play Music podporovaly také offline přehrávání skladeb uložených v zařízení.

## Funkce

### Standardní účty
Služba Google Play Music nabízela všem uživatelům zdarma úložiště až 50 000 souborů. Uživatelé mohli poslouchat skladby prostřednictvím webového přehrávače a mobilních aplikací. Služba skenovala sbírku uživatele a přiřazovala soubory ke skladbám v katalogu Google, které pak bylo možné streamovat nebo stahovat v kvalitě až 320 Kbit/s. Všechny soubory, které nebyly přiřazeny, byly nahrány na servery Google pro streamování nebo opětovné stažení. Skladby zakoupené prostřednictvím obchodu Google Play se do limitu 50 000 nahraných skladeb nezapočítávaly.
Podporované formáty souborů pro nahrávání zahrnovaly: MP3, AAC, WMA, FLAC, Ogg nebo ALAC. Nahrávání souborů jiných než MP3 se převádělo do formátu MP3. Soubory mohly mít po převodu až 300 MB.
Skladby bylo možné stahovat v mobilních aplikacích pro offline přehrávání a v počítačích prostřednictvím aplikace Music Manager.
Standardní uživatelé nacházející se ve Spojených státech, Kanadě a Indii mohli také poslouchat kurátorované rozhlasové stanice podporované videem a reklamními bannery. Stanice byly založeny na „činnosti, vaší náladě nebo oblíbené populární hudbě“. při poslechu kurátorovaného rádia bylo možné přeskočit až šest skladeb za hodinu.
Podcasty byly také k dispozici k bezplatnému poslechu pro standardní uživatele v USA a Kanadě.

### Prémiové účty
S placeným předplatným služby Google Play Music získali uživatelé přístup ke streamování 40 milionů skladeb na vyžádání a k offline přehrávání hudby v mobilních aplikacích, bez reklam během poslechu a bez omezení počtu přeskočených skladeb.Pro nové uživatele byla nabídnuta jednorázová 30denní bezplatná zkušební verze předplatného služby Google Play Music. Placení předplatitelé také získali přístup k službě YouTube Premium (včetně služby YouTube Music) ve způsobilých zemích.

### Platformy
Na počítačích bylo možné poslouchat hudbu a podcasty ve speciální sekci Google Play Music na webu Google Play.
Na chytrých telefonech a tabletech bylo možné poslouchat hudbu prostřednictvím mobilní aplikace Google Play Music pro operační systémy Android a iOS, zatímco podcasty byly podporovány pouze na systému Android. Pro přístup ke knihovně v Google Play Music bylo možné použít až pět chytrých telefonů a celkem až deset zařízení. Poslech byl omezen na jedno zařízení v daném okamžiku.

## Historie

### Úvod (2010-2011)
Společnost Google poprvé naznačila vydání cloudového multimediálního přehrávače během vývojářské konference Google I/O v roce 2010, kdy tehdejší viceprezident společnosti Google pro sociální oblast Vic Gundotra během prezentace ukázal sekci „Hudba“ v tehdy nazývaném Android Marketu. Hudební služba byla oficiálně oznámena na následující konferenci I/O 10. května 2011 pod názvem „Music Beta“. Zpočátku byla dostupná pouze na pozvánky pro obyvatele Spojených států a měla omezené funkce; služba obsahovala bezplatnou „hudební skříňku“ pro uložení až 20 000 skladeb, ale v období beta verze nebyl přítomen žádný obchod s hudbou, protože Google ještě nebyl schopen uzavřít licenční smlouvy s velkými nahrávacími společnostmi.
Po šestiměsíčním období beta verze Google službu veřejně spustil v USA 16. listopadu 2011 jako „Google Music“ při příležitosti oznámení akce „These Go to Eleven“. Akce představila několik funkcí služby, včetně obchodu s hudbou integrovaného do tehdy pojmenovaného Android Market, sdílení hudby prostřednictvím sociální sítě Google+, stránek „Artist Hub“ pro hudebníky, kteří mohou sami publikovat hudbu, a nákupu skladeb promítnutého do účtů za telefon T-Mobile. Při spuštění měl Google uzavřenou spolupráci se třemi velkými hudebními vydavatelstvími - Universal Music Group, EMI a Sony Music Entertainment - a dalšími menšími vydavatelstvími, ačkoli s Warner Music Group nebyla uzavřena žádná dohoda; celkem se tyto dohody týkaly 13 milionů skladeb, z nichž 8 milionů bylo k dispozici k nákupu v den spuštění. Na podporu spuštění vydalo několik umělců prostřednictvím obchodu skladby zdarma a exkluzivní alba; The Rolling Stones debutovali živou nahrávkou Brussels Affair (Live 1973) a Pearl Jam vydali živý koncert nahraný v Torontu jako 9.11.2011 Toronto, Kanada.

### Pomalý růst (2012-2017)
V lednu 2012 byla do služby Google Play Music přidána funkce, která uživatelům umožňuje stahovat kopie jakéhokoli souboru v knihovně ve formátu MP3 o rychlosti 320 kbit/s, s limitem dvou stažení na skladbu přes web nebo s neomezeným počtem stažení přes aplikaci Správce hudby.
Podle zprávy serveru CNET z února 2012 byli vedoucí pracovníci společnosti Google nespokojeni s mírou přijetí služby Google Music a jejími příjmy v prvních třech měsících.
V březnu 2012 společnost přejmenovala službu Android Market a její služby digitálního obsahu na „Google Play“; hudební služba byla přejmenována na „Google Play Music“.
V říjnu 2012 společnost Google oznámila, že podepsala smlouvy s Warner Music Group, které do služby přinesou „jejich kompletní hudební katalog“.
Na vývojářské konferenci Google I/O v květnu 2013 společnost Google oznámila, že služba Google Play Music bude rozšířena o placenou službu streamování hudby na vyžádání nazvanou „All Access“, která uživatelům umožní streamovat jakoukoli skladbu z katalogu Google Play. Debutovala okamžitě ve Spojených státech za 9,99 USD měsíčně (7,99 USD měsíčně, pokud se uživatelé zaregistrovali před 30. červnem). Služba umožňuje uživatelům kombinovat katalog All Access s vlastní knihovnou skladeb.
Google Play Music byla jednou ze čtyř prvních aplikací kompatibilních s digitálním přehrávačem médií Google Chromecast, který byl uveden na trh v červenci 2013.
V říjnu 2014 byla představena nová funkce „Listen now“, která poskytuje kontextová a kurátorská doporučení a seznamy skladeb. Funkce byla převzata z technologie společnosti Songza, kterou Google koupil na začátku roku.
Dne 12. listopadu 2014 oznámila dceřiná společnost Google YouTube „Music Key“, novou prémiovou službu, která navázala na All Access a zahrnovala streamovací službu Google Play Music spolu s přístupem ke streamování hudebních videí na YouTube bez reklam. Kromě toho došlo k integraci aspektů obou platforem; doporučení Google Play Music a hudební videa YouTube jsou dostupná v obou službách. 28. října 2015 byla služba znovu spuštěna v upravené podobě jako YouTube Red (nyní YouTube Premium), čímž se rozšířila její působnost a nabídla přístup bez reklam ke všem videím YouTube, nikoli pouze k hudebním videím, a také k prémiovému obsahu vytvořenému ve spolupráci s významnými producenty a osobnostmi YouTube.
V prosinci 2015 začala společnost Google nabízet rodinný tarif Google Play Music, který umožňuje neomezený přístup až šesti členům rodiny za 14,99 USD/měsíc. Rodinný tarif je v současné době dostupný pouze v Austrálii, Belgii, Brazílii, Kanadě, Chile, České republice, Francii, Německu, Irsku, Itálii, Japonsku, Mexiku, Nizozemsku, na Novém Zélandu, v Norsku, Rusku, Jihoafrické republice, Španělsku, na Ukrajině, ve Spojeném království a ve Spojených státech.
V dubnu 2016 společnost Google oznámila, že do služby Google Play Music přibudou podcasty. V březnu 2017 byla oznámena první původní série podcastů „City Soundtracks“, která bude obsahovat rozhovory s různými hudebníky o tom, jak jejich rodná města ovlivnila jejich tvorbu, včetně lidí a momentů, které měly vliv.
V listopadu 2016 společnost Google představila systém chytrého reproduktoru Google Home se zabudovanou podporou služby Google Play Music.

### Ukončení (2018-2020)
V květnu 2018 YouTube oznámil novou verzi služby YouTube Music, která zahrnuje webový přehrávač pro počítače a přepracovanou mobilní aplikaci, dynamičtější doporučení na základě různých faktorů a využití technologie umělé inteligence společnosti Google k vyhledávání skladeb na základě textů a popisů. Služba YouTube Music byla uživatelům služby Google Play Music poskytována jako součást nabídky YouTube Premium.
V červnu 2018 společnost Google oznámila, že služba YouTube Red bude spolu s YouTube Music nahrazena službou YouTube Premium, v důsledku čehož uživatelé, kteří si ve Spojených státech, Austrálii, na Novém Zélandu a v Mexiku předplatili službu Google Play Music, nyní získají přístup k službě YouTube Premium - jejíž součástí je i služba YouTube Music Premium. Uživatelé mimo tyto čtyři země musí stále platit běžnou cenu služby YouTube Premium, aby měli přístup k funkcím Premium, ale k službě YouTube Music Premium mají přístup zdarma.
Společnost Google oznámila plány na ukončení služby Play Music a nabídla předplatitelům přechod na YouTube Music. od května 2020 mohou uživatelé přesunout své hudební sbírky, osobní vkusové preference a playlisty na YouTube Music a historii podcastů, předplatné na Google Podcasts.
V srpnu 2020 společnost Google oznámila podrobný časový plán ukončení provozu, který začíná koncem srpna a končí úplným vymazáním dat v prosinci. Od konce srpna již Správce hudby nepodporuje nahrávání ani stahování hudby. Od září přestala být služba Google Play Music dostupná na Novém Zélandu a v Jihoafrické republice a od října se začalo vypínat streamování hudby pro některé uživatele v mezinárodním měřítku na webu i v aplikaci. V říjnu 2020 byl znepřístupněn obchod s hudbou a nakonec v prosinci 2020 bylo ukončeno veškeré používání služby a byla nahrazena službami YouTube Music a Google Podcasts.

## Geografická dostupnost

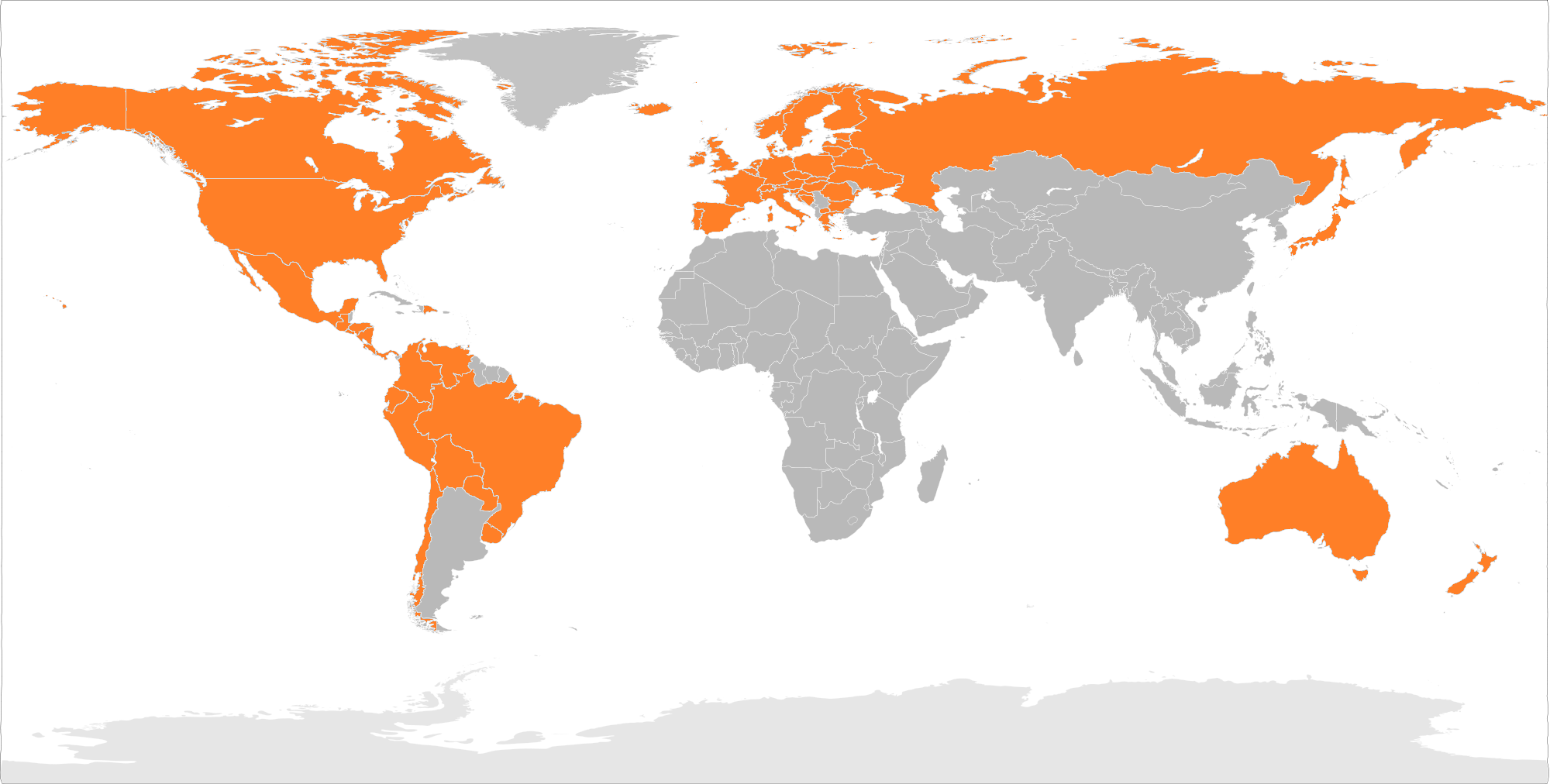
Globální dostupnost služby Google Play Music před jejím ukončením v prosinci 2020

Standardní účty služby Hudba Google Play byly před jejím ukončením dostupné v 63 zemích. Úplný seznam zahrnoval: Argentina, Austrálie, Belgie, Bělorusko, Bolívie, Bosna a Hercegovina, Brazílie, Bulharsko, Česká republika, Chile, Dánsko, Dominikánská republika, Ekvádor, Estonsko, Finsko, Francie, Guatemala, Honduras, Chorvatsko, Indie, Irsko, Island, Itálie, Kypr, Kolumbie, Kostarika, Německo, Salvador, Řecko, Japonsko, Lotyšsko, Lichtenštejnsko, Litva, Lucembursko, Severní Makedonie, Malta, Mexiko, Nizozemsko, Nový Zéland, Nikaragua, Norsko, Panama, Paraguay, Peru, Polsko, Portugalsko, Rumunsko, Rusko, Srbsko, Slovensko, Slovinsko, Jihoafrická republika, Španělsko, Švédsko, Švýcarsko, Ukrajina, Spojené království, Spojené státy, Uruguay a Venezuela.
Prémiové předplatné je k dispozici ve stejných zemích jako standardní účty.
Dostupnost hudby byla zavedena ve Velké Británii, Francii, Německu, Itálii a Španělsku v říjnu 2012, v České republice, Finsku, Maďarsku, Lichtenštejnsku, Nizozemsku, Rusku a Švýcarsku v září 2013, v Mexiku v říjnu 2013, v Německu v prosinci 2013, v Řecku, Norsku, Švédsku a na Slovensku v březnu 2014, v Kanadě, v Polsku a Dánsku v květnu 2014, v Bolívii, Chile, Kolumbii, Kostarice a Peru, a Ukrajina v červenci 2014, Dominikánská republika, Ekvádor, Guatemala, Honduras, Nikaragua, Panama, Paraguay, Salvador a Venezuela v srpnu 2014, Brazílie a Uruguay v září 2014, 13 nových zemí v listopadu 2014, Brazílie v listopadu 2014, Argentina v červnu 2015, Japonsko v září 2015, Jihoafrická republika a Srbsko v prosinci 2015, a Indie v září 2016, kde byl nabízen pouze nákup hudby. V dubnu 2017 byla v Indii spuštěna předplatitelská služba All Access